# Nancy De Benedetto
Nancy De Benedetto és professora a la Università di Bari i traductora. Va abordar els estudis de llengua i literatura catalanes des del començament de la seva formació, que es va desenvolupar entre Nàpols i Barcelona. Es va doctorar amb una tesi sobre la producció narrativa de Llorenç Villalonga i, de fet, amb els seus treballs de traducció posteriors, va romandre molt lligada a Mallorca, perquè va traduir, a part del mateix Villalonga, al seu germà Miquel, autor de Miss Giacomini, Blai Bonet i Antoni Lluc-Ferrer.
És autora i editora de diversos estudis sobre literatura catalana i ha realitzat dos reculls de ressenyes i contes fets amb la intenció de presentar i promoure una visió de conjunt d'autors de llengua catalana al públic italià. Així recordem el número monogràfic de la revista Ex-libris, de 1998, dedicada a autors traduïts a Itàlia, i Il mare tra noi, antologia de relats d'autors de llengua catalana, publicada per l'editorial Pironti de Nàpols l'any 2008.
Durant molts anys ha estat membre de la junta de l'AISC (Associazione Italiana di Studi Catalani) i s'ocupa actualment d'un projecte de catalogació de literatura catalana, espanyola i hispanoamericana traduïda a l'italià al segle XX (CLECSI).